# 사라토프현

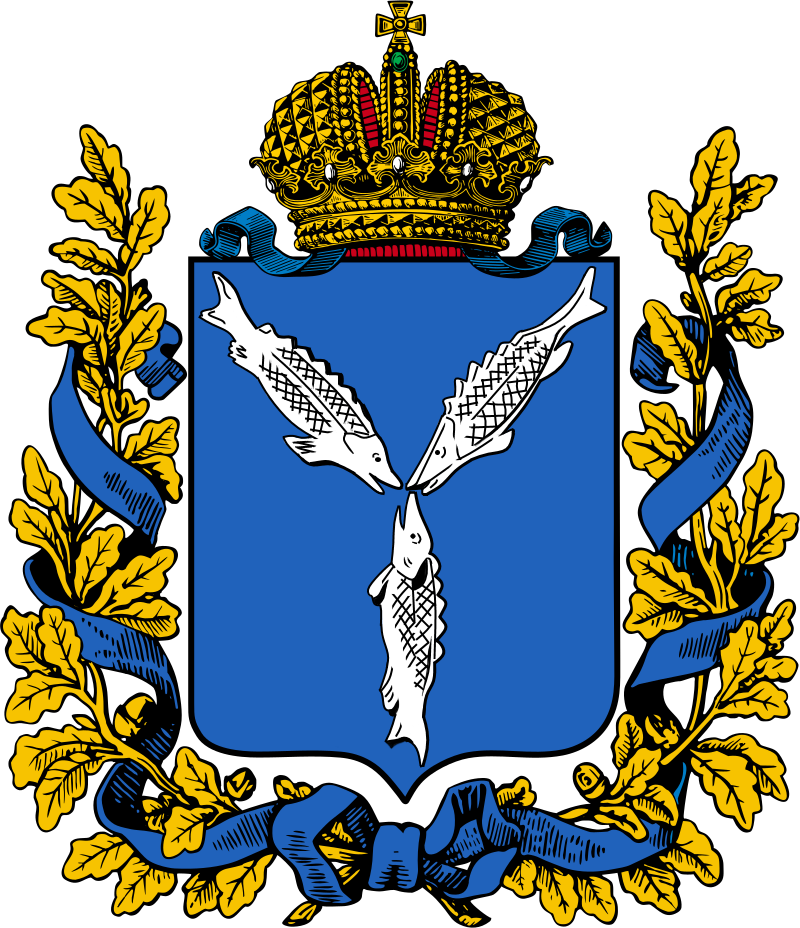
사라토프현의 문장

사라토프현의 위치

사라토프현(러시아어: Саратовская губерния)은 1797년부터 1928년까지 존재했던 러시아 제국의 현으로 현도는 사라토프이며 면적은 84,491km2, 인구는 2,405,829명(1897년 당시 기준)이다. 현재의 러시아 사라토프주 서부, 볼고그라드주 중부에 걸쳐 있었다.